# Aporé
Aporé is een gemeente in de Braziliaanse deelstaat Goiás. De gemeente telt 3.708 inwoners (schatting 2009).

## Aangrenzende gemeenten
De gemeente grenst aan Chapadão do Céu, Itajá, Itarumã, Serranópolis en Cassilândia (MS).